# Corpo sensual
Corpo sensual è un singolo del cantante brasiliano Pabllo Vittar, pubblicato il 7 settembre 2017 come quarto estratto dal primo album in studio Vai passar mal.

## Descrizione
Quarta traccia dell'album, Corpo sensual vede la partecipazione del cantante brasiliano Mateus Carrilho.

## Video musicale
Il video musicale, uscito un giorno prima della sua pubblicazione come singolo, è stato diretto da João Monteiro e Fernando Moraes. È diventato il video musicale a superare più rapidamente il milione di like su YouTube Brasile, prima di essere superato da Vai malandra di Anitta, MC Zaac e Maejor a dicembre 2017.

## Tracce
Testi e musiche di Maffalda, Rodrigo Gorky, Weber e Yuri Drummond.
1. Corpo sensual (feat. Mateus Carrilho) – 2:50
2. Corpo sensual (feat. Mateus Carrilho) (Seakret Remix) – 3:42

## Classifiche

### Classifiche settimanali
| Classifica (2018) | Posizione massima |
| ----------------- | ----------------- |
| Brasile           | 67                |

### Classifiche di fine anno
| Classifica (2017) | Posizione |
| ----------------- | --------- |
| Brasile           | 40        |